# Paul Reboux

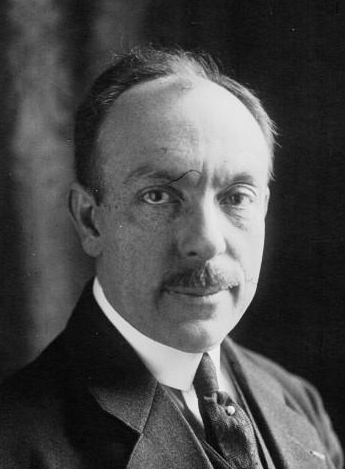
El escritor francés Paul Reboux (1877-1963).

Paul Reboux es el pseudónimo literario de André Amillet (París, 1877 - Niza, 1963), un escritor, crítico literario, gastrónomo y pintor francés.
Es conocido ante todo por una colección de humorísticos pastiches literarios que tituló Á la manière de... y publicó en la prensa junto a su amigo Charles Müller desde 1907. La Primera Guerra Mundial interrumpió su colaboración y al morir Müller en la batalla del Marne en septiembre de 1914, Amillet prosiguió solo. En esta obra se burlaban gentilmente de los tics de estilo encontrados en la obra de autores no sólo modernos (Octave Mirbeau, José-Maria de Heredia, Marcel Proust, Stéphane Mallarmé, Sibylle Gabrielle Riquetti de Mirabeau (más conocida como la condesa Gyp), Alphonse Daudet, Jean Jaurès, Charles Péguy, Arthur Conan Doyle, etc.) sino también clásicos y antiguos: las Mémoires d'Outre-tombe de Chateaubriand, León Tolstoy, Jean Racine (con su tragedia "inédita" Cleopastra), etcétera. 
La obra fue continuamente reeditada hasta poco antes de la muerte del autor. Sin embargo, los editores consideraron que algunos autores que no eran suficientemente conocidos por el público debían desaparecer y lo hicieron poco a poco de la obra, que en la actualidad se reimprime en selecciones, no completa. En Amillet se inspiró el académico Jean-Louis Curtis, que le rindió homenaje prosiguiendo su labor en dos de sus libros: La Chine m'inquiète ("China me inquieta") y Haute école ("Alta escuela"). Curtis hizo pastiches de Simone de Beauvoir, Céline, Marcel Proust e incluso Jean Giono.
Amillet fue además un conocido gastrónomo y reflejó su polifacetismo en una obra muy diversa compuesta por libros de historia natural, novelas, biografías, libros de viajes y literatura infantil. Philippe Bouvard continuó más tarde su línea de cáustico crítico literario.

## Obras
- Á la manière de... (con Charles Müller)
- Le paradis des Antilles Françaises, 1931.
- Le nouveau savoir-manger
- Le nouveau savoir-causer
- Le nouveau savoir-écrire
- Le nouveau savoir-vivre (1930)

- Datos: Q3372081
- Multimedia: Paul Reboux / Q3372081